# Britta Stühren
Britta Stühren (geboren vor 1996) ist eine deutsche Bibliothekarin und Sachbuch-Autorin. Ihre Werke thematisieren die Geschichte der Pferde, deren Ausbildung, Zucht und Haltung in Deutschland.

## Leben
Britta Stühren studierte an der Fachhochschule Hannover, an der sie 1996 ihre Diplom-Arbeit vorlegte zum Thema Die Entwicklung der dreigeteilten Bibliothek. Am Beispiel der Stadtbibliotheken Münster, Gütersloh und Paderborn.
Sie leitet die Fachbibliothek des Deutschen Pferdemuseums in Verden an der Aller, zunächst von 2000 bis 2014 und dann wieder seit September 2021. Zwischenzeitlich leitete sie die Bibliothek und das Bildarchiv des Focke-Museums in Bremen.

## Schriften (Auswahl)
- Die Entwicklung der dreigeteilten Bibliothek am Beispiel der Stadtbibliotheken Münster, Gütersloh und Paderborn. Diplomarbeit, Fachhochschule Hannover 1996.

In der Reihe Deutsches Pferdemuseum. Hippologische Leckerbissen, Verden an der Aller, je illustrierte 8-Seiten-Broschur:
- 2011:
  - Nr. 2: Pferdedressur natürlich und leicht. Eine Reitlehre von Ludwig Hünersdorf
  - Nr. 5: Helden der Rennbahn. Sport-Album für 1891 von Heinrich Schnaebeli
  - Nr. 7: Pferdeausbildung auf Italienisch. Federico Grisones künstlicher Bericht
  - Nr. 9: Die Geheimnisse der Roßtäuscher. Tenneckers Unterricht im Pferdehandel
- 2012:
  - Nr. 1: Von Pferden und Luxusfuhrwerken. Die deutsche Fahrkunde von Richard Schönbeck
  - Nr. 3: Pferdezucht – des Adels Verpflichtung. Markus Fugger berichtet „Von der Gestüterey“
  - Nr. 7: Reiten mit Sinn und Verstand, Hundert Jahre deutsche Reitvorschrift
  - Nr. 5: Der Allrounder. Gustav Rau berichtet von den Reiterolympiaden
  - Nr. 8: Von der Koppel bis zur Kapriole. Zum 125. Geburtstag von Waldemar Seunig, Festschrift
  - Nr. 10: Ein Leben für die Ponys. Ursula Bruns, Autorin mit Pferdeverstand
  - Nr. 12: Berichte über die Welt der Pferderennen. Die Alben des deutschen Rennsports
- 2013:
  - Nr. 2: Eine Perle für die Zucht. Festa und ihre Nachkommen
  - Nr. 5: Ein Hannoveraner Paradebeispiel. Der Hengst „Absatz“
  - Nr. 7: Kaiser Leopold I. verlieh ihm Flügel. Georg Simon Winters „Wolerfahrner Roß-Arzt“
  - Nr. 9: Von den Leibesübungen zur Akrobatik. Die „Voltagier-Kunst“ von Alexander Doyle
  - Nr. 12: „Gentleman Fritz“ Drechsler. Sein Leben zwischen Stall und Rennbahn
- 2014:
  - Nr. 2: „Ein Königreich für ein Pferd.“ Pluvinels Reitinstruktion an Frankreichs König